# 无锡市基督教堂
31°34′23″N 120°17′58″E / 31.57294°N 120.29939°E
无锡市基督教堂又名中华圣公会无锡圣十字堂，位于江苏省无锡市梁溪区，为美国圣公会在无锡兴建的主要教堂。
美国圣公会于1901年进入无锡传教并创办锡金圣公会，1908年在此购地26亩，兴建规模较小的圣安得烈堂和钟亭，1915年获得一位美国信徒捐献的大笔款项，于是新建可容纳1000多人礼拜的圣十字堂，为红砖砌筑的哥特式建筑，坐西向东，建筑面积767平方米。教堂院内还开办了圣道书院、圣马可中学和圣婴小学。 
1958年实行联合礼拜后，圣十字堂成为无锡唯一保留的基督教堂，更名为无锡基督教堂。1966年文化大革命期间，教堂被中学占用，1980年修复后重新开放。1994年1月被列为第三批无锡市文物保护单位。2006年，教堂增建了一座30米高的钟楼和广场。2019年3月被列为第八批江苏省文物保护单位。